# Беблинген
Беблинген (њем. Böblingen) град је у њемачкој савезној држави Баден-Виртемберг. Једно је од 25 општинских средишта округа Беблинген. Према процјени из 2010. у граду је живјело 46.380 становника. Посједује регионалну шифру (AGS) 8115003.

## Географски и демографски подаци
Беблинген се налази у савезној држави Баден-Виртемберг у округу Беблинген. Град се налази на надморској висини од 464 метра. Површина општине износи 39,0 km².

## Становништво
У самом граду је, према процјени из 2010. године, живјело 46.380 становника. Просјечна густина становништва износи 1.188 становника/km².